# Jogos Equestres Mundiais
O Jogos Equestres Mundiais são os principais campeonatos internacionais de Hipismo, apenas suplantados em importância pelos Jogos Olímpicos. A prova é administrada pela Federação Equestre Internacional (FEI).
O ano de 1990 foi marcado pela realização dos primeiros Jogos Equestres Mundiais da FEI em Estocolmo, na Suécia
Com o fim da URSS e a dissolução do bloco oriental na Europa, os Jogos Equestres Mundiais FEI, de 1994 na Holanda, contou com a participação de atletas da Rússia, Bielorrússia, Ucrânia, Croácia, República Tcheca e Eslováquia. Eles puderam participar pela primeira vez, assim como os competidores da recém unida Alemanha.
Os atletas alemães conquistaram 13 das 39 medalhas disputadas, incluindo ouro para Salto Individual, Salto em equipe, Equipe de Adestramento, entre outros.
Em 2002, durante a edição dos Jogos Equestres Mundiais na Espanha, foi a primeira vez que houve a apresentação da modalidade Rédeas no evento. A quinta edição do WEG, em 2006, na Alemanha, gerou 60% mais exposição e cobertura midiática, do que os Jogos Equestres Mundiais da FEI na Espanha, em 2002.
Na edição de 2010, realizada em Kentucky, Estados Unidos, foi o primeiro evento WEG realizado fora da Europa e o primeiro a aderir competições para-equestre.
A competição realizada em Kentucky recebeu um total de 632 atletas e 752 cavalos. 58 países lutaram para conquistar as 81 medalhas que estavam em jogo.
Na última edição do WEG, em 2014 na França, a competição contou com um total de 884 atletas e 1.243 cavalos.
Ainda em 2014, na França, o evento contabilizou um aumento de 25% no número de nações participantes. Foram 74 países, sendo 12 deles, estreantes nos Jogos Equestres Mundiais.
O WEG terá a competição das seguintes modalidades: Salto, Adestramento, Adestramento Para-equestre, Concurso Completo, Enduro, Volteio e Rédeas.

O Evento já foi realizado em sete países: Estocolmo (Suécia), Haia (Holanda), Roma (Itália), Jerez de la Frontera (Espanha), Aachen (Alemanha), Lexington (Kentucky, Normandia (França) e,em 2018, aconteceu em Mill Spring (Carolina do Norte).
Fontes 
cavalus.com.br